# Foot Ball Club Brescia 1923-1924
Questa pagina raccoglie i dati riguardanti il Foot Ball Club Brescia nelle competizioni ufficiali della stagione 1923-1924.

## Stagione
Il Brescia inizia il campionayo vincendo a Bologna contro la Virtus per poi battere la Juventus (0-1) a Torino.
Le rondinelle vanno incontro a un lungo periodo di astinenza. Per ritrovare la vittoria i biancoazzurri devono attendere marzo, quando battono con un 3-0 con il Casale.
La certezza della salvezza arriva sul filo di sirena dell'ultima giornata superando in casa con un 2-1  il Novara.
Esordio nel Brescia di Gino Cavagnini, che in seguito diventerà una delle firme più prestigiose del giornalismo sportivo bresciano.

## Organigramma societario
Area direttiva
- Comitato di reggenza: Enrico Dall'Era, Battista Pisa, rag. Spinelli

Area tecnica
- Allenatore: Imre Payer

## Rosa
| N. |                   | Ruolo | Calciatore          |
| -- | ----------------- | ----- | ------------------- |
|    | Italia (bandiera) | P     | Genesio Bozzoni     |
|    | Italia (bandiera) | P     | Giuseppe Trivellini |
|    | Italia (bandiera) | D     | Giovanni Bellardi   |
|    | Italia (bandiera) | D     | Carlo Bersani       |
|    | Italia (bandiera) | D     | Angelo Pasolini     |
|    | Italia (bandiera) | D     | Battista Pederzoli  |
|    | Italia (bandiera) | D     | Alfredo Ratti (II)  |
|    | Italia (bandiera) | D     | Gianni Tommasini    |
|    | Italia (bandiera) | D     | Luigi Vielmi (III)  |
|    | Italia (bandiera) | C     | Eridio Bonardi      |

| N. |                   | Ruolo | Calciatore              |
| -- | ----------------- | ----- | ----------------------- |
|    | Italia (bandiera) | C     | Pierino Bissolotti      |
|    | Italia (bandiera) | C     | Gino Cavagnini          |
|    | Italia (bandiera) | C     | Berardo Frisoni (I)     |
|    | Italia (bandiera) | C     | Carlo Ratti             |
|    | Italia (bandiera) | C     | Zuccoli                 |
|    | Italia (bandiera) | A     | Giovanni Borghetti      |
|    | Italia (bandiera) | A     | Marco Firpo             |
|    | Italia (bandiera) | A     | Luigi Giuseppe Giuliani |
|    | Italia (bandiera) | A     | Vittorio Rizzi          |

## Risultati

### Prima Divisione

#### Girone di andata
| Arbitro: | Zennaro (Genova) |

|             |           |                       |
| Baviera 32’ | Marcatori | 5’ Bellardi 10’ Firpo |

| Arbitro: | Majani (Torino) |

|  |           |               |
|  | Marcatori | 26’ F. Busini |

| Arbitro: | Zennaro (Genova) |

|  |           |             |
|  | Marcatori | 14’ Bonardi |

| Arbitro: | Venegoni (Legnano) |

|  |           |                    |
|  | Marcatori | 2’ Mura 83’ Derchi |

| Arbitro: | Gera (Torino) |

|  |           |          |
|  | Marcatori | 86’ Neri |

| Arbitro: | Trezzi (Milano) |

|              |           |            |
| C. Ratti 43’ | Marcatori | 4’ Vezzani |

| Arbitro: | Panzeri (Milano) |

|                                      |           |              |
| Mattea 11’ Gabba 14’, 52’ Blando 25’ | Marcatori | 90’ Giuliani |

| Arbitro: | G.Crivelli (Milano) |

|                                     |           |                          |
| Nigiotti 25’ Magnozzi 53’ Pitto 55’ | Marcatori | 15’ Firpo 79’ Bissolotti |

| Brescia 2 dicembre 1923 9ª giornata | Brescia              | 0 – 0 | Alessandria | Stadio di via Cesare Lombroso\| Arbitro: \| G. Crivelli (Milano) \| |
| Arbitro:                            | G. Crivelli (Milano) |       |             |                                                                     |

| Arbitro: | Ortali (Bologna) |

|            |           |           |
| Bersani 6’ | Marcatori | 5’ Agradi |

| Arbitro: | Guiot (Milano) |

|                              |           |              |
| Cappa 46’ Bersani 51’ (aut.) | Marcatori | 75’ Giuliani |

#### Girone di ritorno
| Arbitro: | Bistoletti (Milano) |

|  |           |                |
|  | Marcatori | 74’ Baccilieri |

| Arbitro: | Panzeri (Milano) |

|                                          |           |                       |
| Monti II 10’, 12’, 63’ Barzan 50’ (rig.) | Marcatori | 5’ Rizzi 43’ Giuliani |

| Arbitro: | Pasquinelli (Bologna) |

|  |           |                         |
|  | Marcatori | 49’ Rosetta 77’ Pastore |

| Arbitro: | Trezzi (Milano) |

|            |           |  |
| Derchi 60’ | Marcatori |  |

| Arbitro: | Vota (Torino) |

|                                                         |           |  |
| Bergamino I 17’ Santamaria 34’, 73’ Catto 44’ Sardi 70’ | Marcatori |  |

| Arbitro: | Enrietti (Torino) |

|                            |           |  |
| Scaltriti 50’ Pedrazzi 88’ | Marcatori |  |

| Arbitro: | Grossi (Milano) |

|                                      |           |  |
| Bissolotti 48’ Rizzi 55’ Bonardi 80’ | Marcatori |  |

| Arbitro: | Maiani (Torino) |

|                |           |                   |
| Bissolotti 55’ | Marcatori | 25’, 78’ Magnozzi |

| Arbitro: | Passerini (Firenze) |

|             |           |  |
| Giuliani 3’ | Marcatori |  |

| Arbitro: | Pelli (Genova) |

|                                                       |           |  |
| Viviano 30’ (rig.) Baloncieri 61’ Banchero I 71’, 85’ | Marcatori |  |

| Arbitro: | Turbiani (Ferrara) |

|                                        |           |  |
| Bussich 11’ Cevenini III 30’ Conti 45’ | Marcatori |  |

| Arbitro: | Mauro (Milano) |

|                                  |           |          |
| Bissolotti 2’ (rig.) Bersani 70’ | Marcatori | 1’ Cappa |